# Praying (canción)
«Praying» es una canción grabada por la cantante estadounidense Kesha y el primer sencillo de su tercer álbum de estudio Rainbow (2017). El tema fue lanzado el 6 de julio de 2017 en descarga digital y streaming por Kemosabe Records. "Praying" fue escrita por Kesha, Ben Abraham y Ryan Lewis mientras que la producción estuvo a cargo del ya nombrado Ryan Lewis. Musicalmente hablando Praying es una canción influenciada por un sonido gospel a la misma vez que una balada pop a piano. Se cree que el tema va dedicado a Dr. Luke, el productor musical que abusó sexualmente de la cantante.

## Antecedentes y publicación

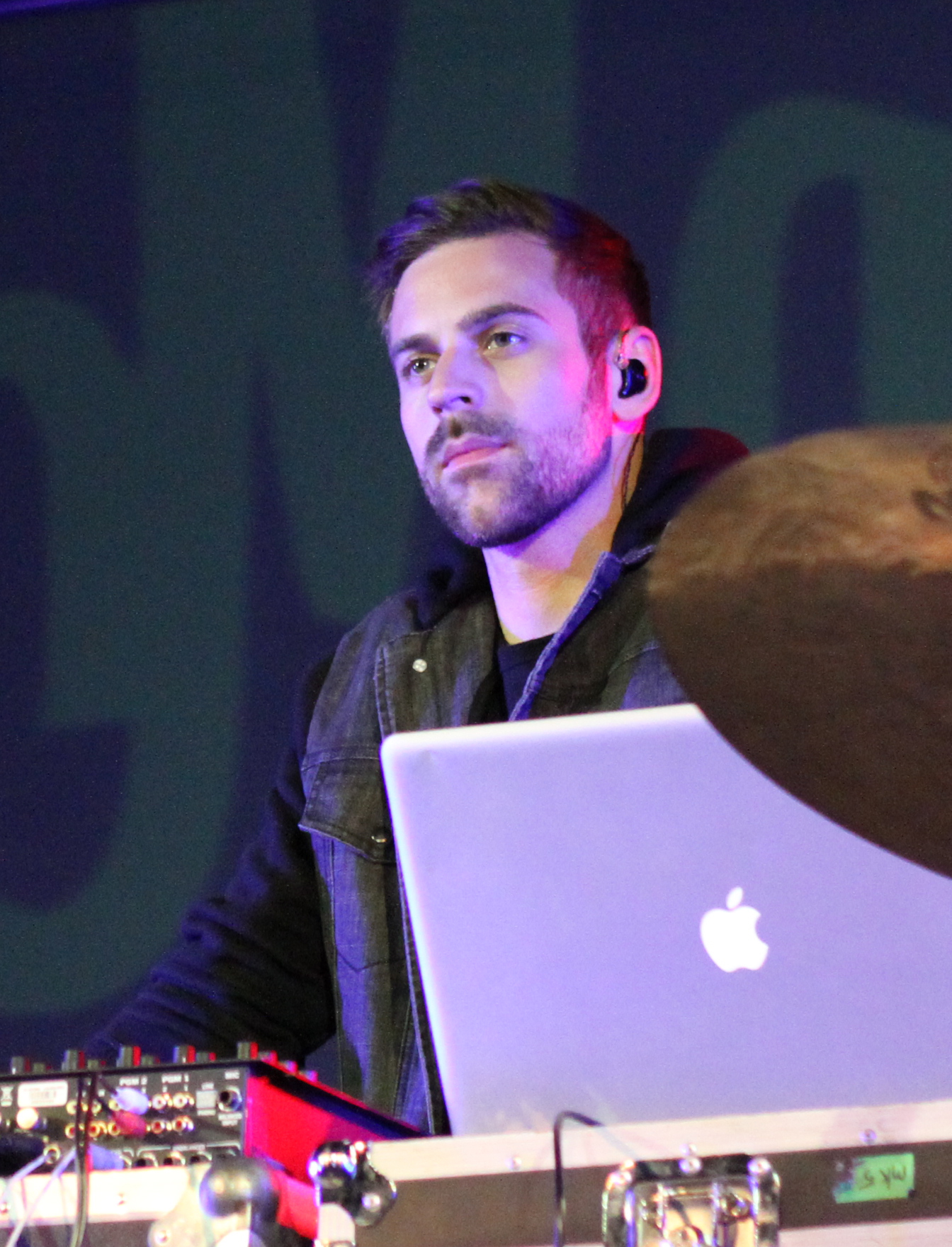
Macklemore and Ryan Lewis perform at the University of San Francisco on 8 de febrero de 2013.

Kesha se embarcó durante el verano de 2016 en su tercera gira mundial Kesha and the Creepies: Fuck the World Tour el cual empezó el 23 de julio de 2016 en Las Vegas y tuvo su fin el 29 de octubre de ese mismo año en Maine. Durante ese tiempo ella escribió la mayoría de las canciones de su nuevo trabajo discográfico. Praying fue escrita entre enero de 2014, cuando Kesha estuvo ingresada en una clínica de rehabilitación y octubre de 2016, cuando la cantante anunció que tenía listos para grabar 22 nuevos temas y que su discográfica no le permitía lanzar.
Kesha anunció el lanzamiento del sencillo en una serie de videos en Instagram. En una carta adjunta en el blog feminista de Lena Dunham, Lenny Letter, escribió sobre el significado de la canción: "He canalizado mis sentimientos de desesperanza y depresión, he superado obstáculos y he encontrado fortaleza en mí mismo, incluso cuando se sentía fuera de su alcance. He encontrado lo que yo pensaba que era un lugar inalcanzable de paz." Esta canción trata de llegar a sentir empatía por alguien más incluso si te hacen daño o te asustan. Es una canción sobre el aprendizaje de estar orgulloso de la persona que está incluso en momentos de baja cuando se siente solo. También se trata de esperar que todo el mundo, incluso alguien que te lastime, pueda sanar.

## Composición e interpretación
"Praying" es una balada a piano pop que presenta elementos de la música gospel. Está escrito en clave G Menor, mientras que su tempo oscila entre 72-76 latidos por minuto. Las voces de Kesha se extienden de D3 a G6.
Según Kesha, la canción es "acerca de la esperanza de que todo el mundo, incluso alguien que te lastime, pueda sanar".

## Recepción de la crítica
Caroline Framke de Vox sintió que la canción es una salida de los "himnos del partido de la barra de la zambullida" que Kesha se conoce para. Los críticos también notaron las voces en bruto de la cantante en la pista, evitando Auto-Tune.
Maria Sherman de Complex Magazine sintió que la canción estaba dirigida a Dr. Luke, el productor a quien Kesha acusó de agredir sexualmente y emocionalmente Abusando de ella. [9] Se dirige a un torturador con la letra: "Trajiste las llamas y me pusiste a través del infierno / Tuve que aprender a luchar por mí misma / Y ambos sabemos toda la verdad que podría decir / Voy a decir esto: Deseo que digas adiós". Sherman llamó a Praying "más decidida que la música que hizo que Kesha fuera famosa. Aquellos que buscan hacer música pop con resonancia real sería prudente mirar esta canción, y lo que Kesha haga a continuación". 
Barlow de Variedad comentó: "Dicen que el infierno no tiene furia como una mujer despreciada, pero en Praying, Kesha empuja a través de sus demonios y posee un notable nivel de empatía y comprensión.
Dan Weiss de Billboard elogió la canción, diciendo: "Sería difícil que ni siquiera el mayor agnóstico del pop no se dejara sin habla por el nuevo video y canción de Kesha".

## Vídeo musical

### Sinopsis
El video que acompaña la canción, fue dirigido por Jonas Åkerlund y lanzado el 6 de julio de 2017. Al principio del video, Kesha entrega un monólogo mientras yace en una balsa en el mar abierto, diciendo: "¿Estoy muerta o es uno de esos sueños, esos sueños horribles que parecen durar para siempre?... Si hay Un Dios o algo así, algo, en algún lugar, ¿por qué he sido abandonado por todos y por todo lo que he conocido, que he amado? " En el clip. Kesha toca el piano mientras llevaba alas de ángel, tratando con sus demonios internos en forma de hombres con máscaras de cerdo, tocando un piano en una cabaña ecléctica del desierto, rezando en un edificio abandonado, subiendo a Salvation Mountain y corriendo a través de la gran apertura con una bandera . Al final del vídeo musical, parece caminar sobre el agua.

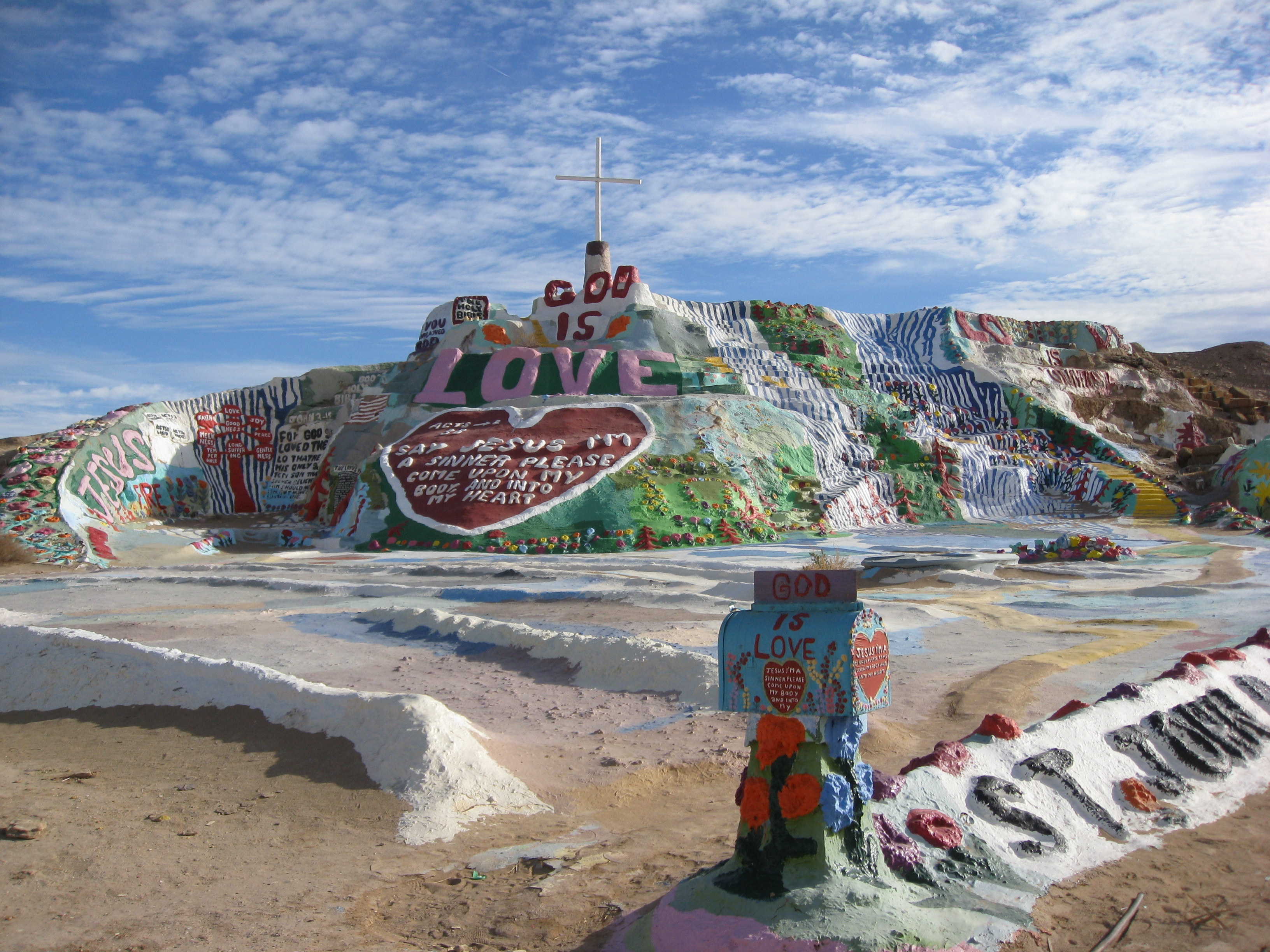
Algunas escenas de Praying fueron grabadas en Salvation Mountain

### Recepción
Según Althea Legaspi de Rolling Stone el clip "se mueve entre el negruzco blanco y esperanzado, color vivo".
Billboard llamó al video "de alguna distancia es el trabajo más serio y emocionalmente abrumador que Kesha jamás ha lanzado", encontrando el simbolismo religioso en el vídeo que recuerda al de Madonna para "Like a Prayer".
Algunas fuentes compararon al vídeo musical para "Praying" al álbum visual de Beyoncé, Lemonade (2016)

## Posicionamiento en las Listas
| Lista (2017)                              | Posición más alta |
| ----------------------------------------- | ----------------- |
| Australia (ARIA)                          | 6                 |
| Austria (Ö3 Austria Top 40)               | 68                |
| Bélgica (Ultratip Flanders)               | 26                |
| Canadá (Canadian Hot 100)                 | 11                |
| Reino Unido (Official Charts Company)     | 27                |
| Escocia (Official Charts Company)         | 16                |
| Eslovaquia (Singles Digital Top 100)      | 61                |
| Estados Unidos Hot 100                    | 22                |
| Estados Unidos (Adult Top 40)             | 25                |
| Estados Unidos (Mainstream Top 40)        | 31                |
| España (PROMUSICAE)                       | 30                |
| Francia (SNEP)                            | 75                |
| Hungría (Single Top 40)                   | 13                |
| Irlanda (IRMA)                            | 38                |
| Japón (Japan Hot 100)                     | 84                |
| Nueva Zelanda (RMNZ)                      | 1                 |
| Países Bajos (Single Top 100)             | 4                 |
| Portugal (AFP)                            | 53                |
| República Checa (Singles Digitál Top 100) | 59                |
| Suecia (Sverigetopplistan)                | 77                |
| Suiza (Schweizer Hitparade)               | 66                |

## Historial de realización
| Región         | Fecha               | Formatos                   | Discográfica |
| -------------- | ------------------- | -------------------------- | ------------ |
| Mundial        | 6 de julio de 2017  | Descarga digital Streaming | Kemosabe     |
| Reino Unido    | 8 de julio de 2017  | Contemporary hit radio     | RCA          |
| Estados Unidos | 18 de julio de 2017 | Contemporary hit radio     | Kemosabe RCA |